# Koyra
Koyra è un sottodistretto (upazila) del Bangladesh situato nel distretto di Khulna, divisione di Khulna. Si estende su una superficie di 1,775 km² e conta una popolazione di 193.931 abitanti (dato censimento 2011).